# 国务院利用侨资、外资建设旅游饭店领导小组
国务院利用侨资、外资建设旅游饭店领导小组是已撤销的国务院议事协调机构，负责利用侨资、外资兴建旅游饭店，引进资金、设备和管理技术。

## 历史
在邓小平强调“旅游业大有文章可做”、“发展旅游业，为改革开放积累外汇”、“要打好侨牌，做好、做足民航和旅游工作”、“中国把旅游事业搞好，随便就能挣二三十亿外汇”的指示精神下，1978年8月，中国旅行游览事业管理总局成立，局长卢绪章、中华人民共和国对外经济联络部办公厅主任庄炎林调任总局副局长、党组副书记。主管侨务、旅游、外事工作的全国人大常委会副委员长廖承志指示庄炎林“招商引资，筹建旅游饭店。”1978年全国旅游入境人数达180.9万人次，超过以前20年人数的总和，1979年又猛增到420.4万人次，比上年增长132.4％。中国旅行游览事业管理总局制定了1980年至1985年的全国旅游发展规划：到1985年争取接待350万人，外汇收入约25亿美元，并形成了《关于大力发展旅游事业若干问题的报告》，1979年11月29日国务院批准了这份报告。
1978年8月，国务院成立了以谷牧、陈慕华、廖承志为首的“利用侨资、外资建设旅游饭店领导小组”。成员有计委、建委、外交、轻工、商业、外贸、铁道、交通、民航、财政、人民银行等有关部门的负责人。在领导小组下设办公室，设在国家旅游局(简称“侨外资办”)。
- 组长谷牧 （副总理）
- 副组长
  - 陈慕华 （副总理）
  - 廖承志 （全国人大常委会副委员长、国务院侨办主任）
- 办公室主任卢绪章中国旅行游览事业管理总局局长
- 常务副主任庄炎林中国旅行游览事业管理总局副局长
  - 谈判处：处长陈秀霞[3]
  - 会计处
  - 建筑设计处
  - 秘书处

1978年12月12日至15日，谷牧和廖承志在北京京西宾馆主持召开研究利用侨资、外资建设旅游饭店的会议。邓小平看过会议纪要后，1979年1月6日在同国务院负责人余秋里、方毅、谷牧谈经济建设方针问题时指出:“搞旅游要把旅馆盖起来。下决心要快，第一批可找侨资、外资，然后自己发展。方针政策定了要落实。首先要选好人，不选好人事情很难落实。”1979年5月，国务院批准北京、广州、上海、南京等四个城市利用侨、外资建造6座旅游饭店；1979年9月召开的全国旅游工作会议，提出旅游工作要从"政治接待型"转变为"经济经营型"，会议并就旅游住宿和旅行社外联权等作了重要决定。
1979年5月4日，国务院副总理李先念主持召开国务院办公会议讨论研究国内投资和利用侨资、外资建造旅游饭店问题。会议决定在北京、上海、广州、南京利用侨资、外资建6座饭店。
这一背景下建设的中外合资涉外饭店有：
- 北京

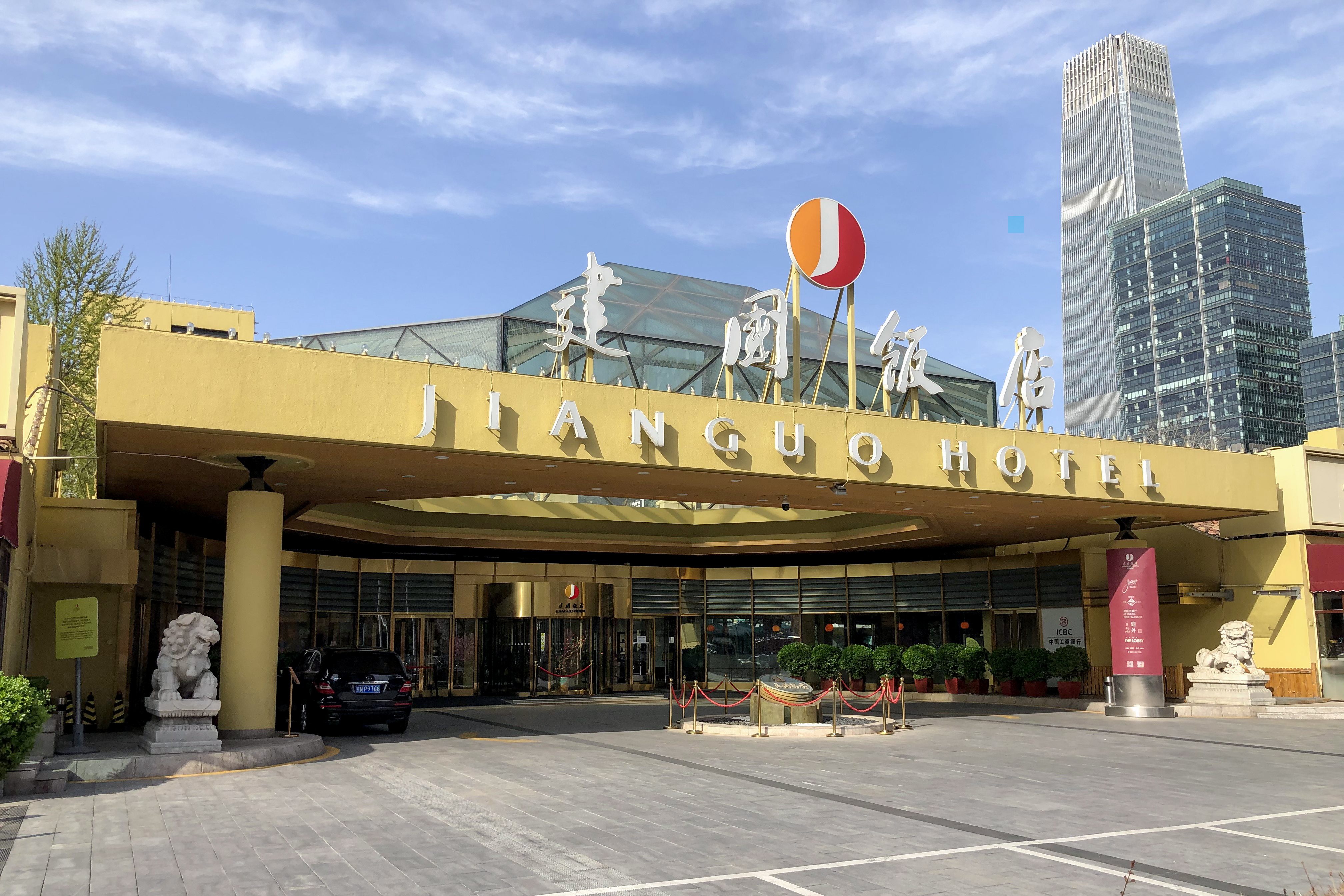
1982年开业的北京建国饭店

  - 建国饭店：1979年4月，国家旅游局以中国国际旅行社总社的名义与美籍华人陈宣远集团公司签订在北京合资建造饭店的协议书。1979年6月7日，庄炎林签发了旅游管理总局送呈国务院的第一份合资建设旅游饭店的报告：美籍华人陈宣远负责筹集全部资金2000万美元，分别作为双方贷款投资（中方占5l％，外方占49％，中方所出的1000万美元由汇丰银行提供低息贷款），共同合作建造及经营北京建国饭店。中方负责提供地皮、劳力和砂石料等(均计价收外汇)，对方负责设计和进口材料、设备等。饭店建成后双方合营10年，总收入扣除支出和按期返本付息后，剩下的净得按照投资比例分配，合营十年期满，中方象征性地以美金1元购得对方所有的股份，饭店全部归中方所有。国务院常务办公会议讨论后，报请中央领导审阅，最终成为第一批引进外资的大、中、小3个试点项目：长城饭店投资8000万美元、建国饭店投资2000万美元、中国航空食品公司投资100万美元。1980年4月2日，国务院外国投资管理委员会正式批准了这3家合资企业。建国饭店1980年签约，到1982年4月28日正式开业，头一年盈利150多万元。第二年赚400多万元，第三年赚800多万元，第四年赚了1500多万元。仅仅用4年时间，就连本带息还清了汇丰银行的全部贷款2000万美元。1984年7月24日，国务院发文国务院批转国家旅游局在全国旅游饭店业学习推广北京建国饭店经营管理模式，对内资饭店的改革起到了推动作用；号召全国学“建国”，将建国饭店的建设模式与管理经验向全国推广。合资双方共同经营十年期满后，不但按合同把饭店无偿交给中方，还于1988年向先农坛体育馆捐赠了北京第一所室内网球馆。
  - 北京长城饭店是由国旅北京分社与美籍华人沈坚白的美国伊沈建设发展有限公司合资的一家大型高档饭店，投资达7000多万美元。
  - 丽都假日饭店：1980年6月17日经谷牧、陈慕华批准，由中国国际旅行社总社与罗新权合作建造、经营集旅馆、公寓、办公楼、体育俱乐部、外国人子弟学校等设施为一体的综合性饭店，条件为土地、市政配套由中方解决，其余全部由外方投资，营业利润按中方20％、外方80％分配，外方负责还本付息，合营15年后饭店归中方所有。“在酒仙桥拨地安排建设二千间规模的丽都饭店”，即北京丽都维景酒店（原丽都假日饭店）。 1984年2月14日正式开业。接待18万人次，总收入2082万元，盈利538万元。
  - 兆龙饭店：1978年秋，著名船王包玉刚访问北京，看到北京的宾馆床位十分紧张，拜访姨表兄、宁波同乡、时任国家旅游总局局长卢绪章时见到总局机关普遍是几个工作人员挤在一间10平米左右的房子办公。包玉刚对卢绪章表示捐赠1000万美元，用800万美元盖一个饭店，200万美元给国家旅游局盖办公楼；并提出饭店以其父的名字命名为“兆龙饭店”。1980年3月15日，包玉刚再次来北京与六机部谈订购船舶和合资经营问题时再一次表达了捐赠的愿望。华国锋等中央领导表示充分肯定，同意接受这1000万美元捐赠。1980年7月2日，国务院确定由旅游总局负责选址建设。饭店定址于白家庄。198l年3月13日，国务院批准该工程列入当年中央部委在京建房计划，定名为兆龙饭店。1981年7月4日，陈慕华等领导和包兆龙、包玉刚父子参加兆龙饭店奠基。1981年7月6日上午，邓小平、王震等领导在人民大会堂接见了包兆龙、包玉刚父子；邓小平亲自接过包玉刚面呈的1000万美元的支票；同时包玉刚还递上了他捐资1000万美元建造上海交通大学图书馆的信函。还在家乡捐资创办了宁波大学。兆龙饭店确定了自己设计、自己建造、自己管理的方针。1983年2月13日破土建设。1983年9月3日，邓小平亲笔题写了“兆龙饭店”四个字。1985年10月25日，兆龙饭店落成，邓小平和杨尚昆、万里、习仲勋、谷牧等领导率领20多位部委负责人，以及包玉刚和家人出席了落成典礼。

- 广州

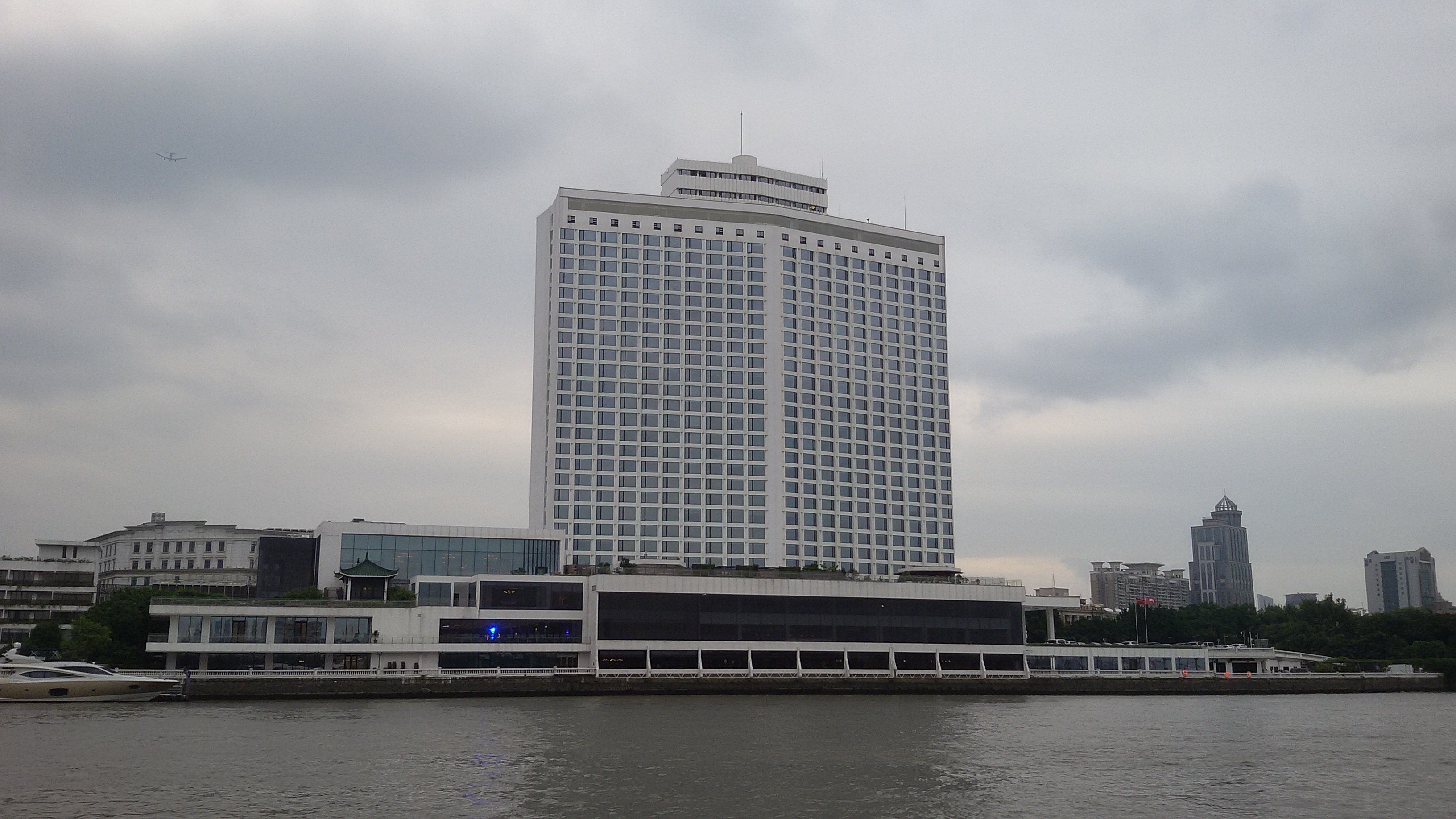
1983年建成的广州白天鹅宾馆

  - 白天鹅宾馆：由中方提供土地、著名爱国港商霍英东投资l350万美元，由白天鹅宾馆再向银行贷款631万美元，合作期为15年(以后又延长5年)，期满后移交中方。时任广东省委第一书记的习仲勋亲自给国务院副总理余秋里写信：“霍英东先生是爱国商人，同我们商谈了八次，亲自奔赴广州、北京商谈了五次。”要求“从速审批”。廖承志也亲自给国家旅游局长卢绪章写信“没有一家谈成，这样下去不利”，要求“广州的霍英东一项，无论如何争取它能够谈成”[7]。白天鹅宾馆在1979年4月11日最终正式签订合作协议。1983年2月7日，白天鹅宾馆正式开业。
  - 中国大酒店：由香港的新世界发展、长江实业、恒基兆业、新鸿基地产、合和实业5大华资地产集团与最大的华资证券公司新鸿基证券投资。1980年3月25日，广东省对外经济工作委员会出具了《关于广州市与港商合作建造象岗宾馆有关问题的批复》（粤外委[1980]42 号），批复同意由港方提供资金、中方提供土地使用权的方式合作建造并经营象岗宾馆（暂定名，后经协商更名为：中国大酒店）。1983年9月5日，中国大酒店注册成立，设立时注册资本人民币2亿元。1984年5月22日下午，胡耀邦在任仲夷的陪同下參觀落成不久的中國大酒店。在18樓套房參觀時，胡耀邦應邀為酒店題字，用毛筆寫下「中國大酒店」五個大字。[8]1985年5月3日，广州市对外经济贸易委员会出具了《对中国大酒店第二次补充协议的批复》（穗外经贸[1985]361 号），批复同意中国大酒店合作年限由十五年延长至二十年，从 1984年6月10日酒店正式开业之日起计。2002年12月25日，广州市对外贸易经济合作局出具了《关于合作经营中国大酒店调整投资总额与注册资本的批复》（穗外经贸资[2002]668号），批复同意香港新合成发展有限公司减少投资，中国大酒店投资总额和注册资本均由23,044万美元减少至15,531万美元；批复同意中国大酒店合作期限提前至2004年6月9日。港方退出投资，变更为国有独资公司。
  - 花园酒店：由香港豪门利希慎家族的利銘澤发起投资
  - 梅花园林酒店（1981年）
- 深圳
  - 竹园宾馆（1981）
  - 石岩湖温泉度假村（1982年）
  - 香蜜湖度假村（1982年）
  - 雅园宾馆（1983年）
  - 银湖旅游中心（1984年）
- 南京
  - 金陵饭店:1979年8月4日，经授权的国旅南京分公司与陶欣伯的欣光公司签署建设金陵饭店的合同。由陶欣伯的欣光公司贷款800万美元、香港汇丰银行贷款3200万美元（江苏省财政提供担保）。金陵饭店由中方自行经营管理，为全民所有制企业。在新街口闹市平房区拆迁了363户1214人、32家商店、14家个体户。[9]
- 中山温泉宾馆：1979年10月动工，1980年12月28日建成开业。由何贤、霍英东、何鸿燊组织的中澳投资建设有限公司以合作形式投资兴建。广东第二家引进外资建成的宾馆。
- 珠海
  - 珠海宾馆（1982年）
  - 珠海度假村酒店（1984年）
  - 珠海拱北宾馆（1984年）